# Marko Vovcsok
Marko Vovcsok (ukránul: Марко Вовчок), születési nevén Marija Alekszandrovna Vilinszkaja (oroszul: Мария Александровна Вилинская, ukránul: Марія Олександрівна Вілінська, Marija Olekszandrivna Vilinszka; 1883. december 22. – 1907. augusztus 10.) feltehetően orosz származású ukrán írónő, műfordító.

## Élete és pályafutása
Vilinszkaja az Orjoli kormányzóságban született, apja katonatiszt volt, anyja elszegényedett nemesi családból jött. Származását tekintve megoszlanak a források, egyes életrajzírók szerint orosz−ukrán származású volt, mások szerint ukrán–lengyel felmenőkkel bírt. Vilinszkaja maga úgy tudta, nagyapja orosz volt, nagyanyja a litván Radziwiłł családból származott, apja pedig a birodalom valamelyik nyugati kormányzóságából. Apja 1840-ben meghalt, édesanyja újra férjhez ment és Vilinszkaja a mostohaapja züllött életvitele elől nagynénjéhez menekült Orjolba. Nagynénje otthonában tanult, valamint egy harkivi lányiskolában. Az iskolában tapasztaltak alapján írta meg Insztyitutka („Intézeti növendék”) című művét 1860-ban.
1851-ben férjhez ment Opanasz Markovics néprajzkutatóhoz, és Ukrajnába költözött, ahol több településen is élt. Egy gyermekük született, Bohdan, akiből újságíró, matematikus és forradalmár vált később. Megtanult ukránul, tanulmányozta a néprajzot, a hagyományokat és 1857-ben kiadta Narodnyi opovidannya („Népi történetek”) című művét, melyet fő művének tartanak. Ukrajnában és Oroszországban is rendkívül jó visszhangja volt a műnek, olyanok méltatták, mint Tarasz Sevcsenko. Mivel ukránul íródott, felmerült a kérdés, hogy Vovcsok hogyan tudta ilyen szinten elsajátítani az ukrán nyelvet, ha csak 1851-ben került vele kapcsolatba, a férje révén. A kötetet szerkesztő és lektoráló Pantelejmon Kulis író (aki a Vovcsok álnevet is kitalálta Vilinszkajának) úgy vélte, hogy Markovics társszerzője a műnek, a férj azonban ezt tagadta. Más életrajzírók szerint Vovcsok már korábban kapcsolatba kerülhetett az ukrán kultúrával, valamint nagyon jó nyelvérzékkel rendelkezett, lengyelül és franciául is kiválóan tudott.
Az írónő néhány évig külföldön is élt, Svájcban, Olaszországban, Németországban és Franciaországban. Párizsban Turgenyev bemutatta Tolsztojnak is, akinek a parasztok oktatásáról vallott nézetei Vovcsokra is hatással voltak. 1867-ben férje elhunyt, innentől Vovcsok nagyrészt Oroszországban élt, csak oroszul publikált. Több újságnak is írt, orosz irodalmi körökben mozgott. 1878-ban újra férjhez ment, a nála fiatalabb Mihail Lobacs-Zsucsenkóhoz.

## Munkássága
Az ukrán parasztok és különösen a nők életéről írt elbeszéléseiben felbukkannak a realizmus egyes elemei, más munkái azonban népies romanticizmusról tanúskodnak. Ugyanez jellemző gyermektörténeteire, például az 1871-es Maruszja címűre, mely egy időben Franciaországban is felkapott mű volt, Pierre-Jules Stahl fordításának köszönhetően. A 19. század második felében Vovcsok prózája nagy hatással volt az ukrán elbeszélő műfaj fejlődésére.